# Transfertryk
Transfertryk er en metode inden for tekstiltryk, hvor mønstret først trykkes på papir, og derefter overføres til tekstil ved hjælp af tryk og varme. Med transfer menes derfor en overføring af farve fra et materiale til et andet. Transfertryk omfatter overføring af farvestoffer, overføring af pigmenter fra fotokopier, overføring af metal- og plastfolier og overføring af velour.
Farvestofoverføring kaldes almindeligvis bare for transfertryk, mens de to andre benævnes henholdsvis folietransfer og velourtransfer.

## Generelt om Transfertryk
Transfertryk udføres hovedsageligt på syntetiske materialer med udvalgte dispersionsfarvestoffer. Der er dog også udviklet metoder til transfertryk på uld, en såkaldt vådtransfer, hvor der anvendes reaktive farvestoffer. 
Til transfertryk anvendes papir, som ikke er for porøst eller for tykt. Et tæt, presset papir, som ikke buler ved trykningen er at foretrække. 

## Transfertryk på syntetiske materialer
Til farvning og trykning på syntetiske fibre, især polyester, anvendes dispersionsfarvestoffer. Denne farvestofgruppe indeholder en del farvestoffer, som er i stand til at sublimere, dvs. at fordampe uden at smelte først. I dampform kan farvestoffet trænge ind i syntetiske materialer og farve dem.
Til transfer trykkes farvestofferne på papir, som derefter anbringes med farvesiden mod tekstilet. Farvestoffet overføres til tekstilet ved opvarmning til omkring 160-200 grader.
Fordelene er, at trykningen på papir er lettere, næsten kemikaliefri, mere præcis og billigere. Efter overføringen er tekstilet desuden færdigt. Det behøver ikke nogen form for efterbehandling, da det ikke indeholder fortykkelse eller kemikalier.
I Hobbyforretninger kan der købes farveblyanter med farvestoffer beregnet til transfer. Ellers kan dispersionsfarvestoffer til transfer købes i små portioner hos de sædvanlige detailforhandlere af trykfarver og kemikalier.
Til trykningen anvendes farvestofferne, der ikke er vandopløselige, opslemmet i vand og fortykkede med alginat, johannesbrødkernemelsæter eller industrigummi. Der anvendes ingen kemikalier, ud over de dispergeringsmidler, som allerede findes i farvestofferne.

### Opskrift  på transfertryk på syntetiske materialer
Trykfarve:
- 800g Fortykkelsesmiddel: alginatet Manutex F 6% (eller Lutexal HSD 3%)
- 50-60g Bafixan-farvestof (dispersionsfarvestof, som er velegnet til tryk på eksempelvis polyester)
- 40-50g udligning

Det trykte, tørrede papir presses mod det syntetiske materiale i 1 min. ved 180-200 grader. Der er ingen efterbehandling. Papiret kan evt. anvendes to gange, andet aftryk bliver da meget svagere.

## Transfertryk på uld
Mønsteret trykkes med reaktive farvestoffer på papir. Ulden imprægneres med en stamfortykkelse (se nedenfor). Det tørre papirtryk presses ved en temperatur på 140 grader mod den fugtige uld. Herved overføres farven samtidig med at den fikseres. 
Der efterbehandles som ved normalt reaktivt tryk på uld. Fordelen ved metoden ligger i den større detaljefinhed der kan opnås, selv på grovere teksturer. 

### Opskrift på transfertryk på uld med Remazolfarvestoffer
Trykfarve til transferpapir:
- 20-60g farvestof (Remazol)
- 340g varmt vand 80-90 grader
- 20-100g Leonil SR
- 400-500g Manutex F 8%

Imprægnering til ulden:
- 50g carbamid
- 10g Leonil SR
- 20g Albegal B
- 30g Manutex F 8%
- 1g Eddikesyre
- 889g vand

Det trykte, tørrede papir presses mod den fugtige uld ved 140 grader i 3 minutter. Herved overføres og fikseres farven. Der efterbehandles normalt.

## Folietransfer
Folietransfer er en overføring af tynde plast- eller plast/metal-folier til tekstiler. Folierne er meget tynde og bløde. De specialfremstilles til dette formål og er anbragt med bagsiden udad på specialpapir eller polyesterfolie.
På tekstilet eller på foliepapiret trykkes en lim i det ønskede mønster. Limen er termoplastisk, og smelter derfor og virker klæbende ved opvarmning. I visse tilfælde anvendes termoplastisk pulver, som drysses i en påtrykt lim mens den er våd. Det kan være vanskeligt at få limen til at ligge i et tyndt lag på tekstilet, så hvis et smidigt og præcist tryk ønskes, er det bedst at trykke limen på folien, hvor det er nemmere at trykke et tyndt lag.
Foliepapiret lægges mod tekstilet, ved sammenpresning og varme smeltes folien fast til tekstilet, dér hvor limen er påtrykt. Papiret med den resterende folie trækkes forsigtigt af når limen er kold. Den overførte folie tåler finvask. Folien fås i mange udførelser, forskellige metalfarver, flammende metaller, perlemor og som blank, transparent folie.
Foliepapir og lim fremstilles bl.a. af Chemishe Werke Tübingen, og forhandles af flere af de sædvanlige detailforhandlere af trykfarver og kemikalier. Folietransfer anvendes til beklædnings- og boligtekstiler.

## Velourtransfer
Velourtransfer foregår på lignende måde, blot anvendes velouriseret papir. Limen trykkes her normalt på veloursiden af papiret, hvorfra luven overføres til tekstilet ved sammenpresning og opvarmning.
Velourtransfer anvendes især til logoer og fabrikatnavne på beklædning.